# رونی رزنتال
رونی رزنتال (به انگلیسی: Ronny Rosenthal) مهاجم اهل اسرائیل است که از سال ۱۹۸۴ تا ۱۹۹۷ میلادی عضو تیم ملی فوتبال اسرائیل بوده و در ۶۰ بازی ملی حضور داشته است. رونی روزنتال توانسته در بازی‌های ملی، ۱۱ گل به ثمر برساند.